# ویکتوریا اویارد
ویکتوریا اویارد (به انگلیسی: Victoria Aveyard) یک نویسنده آمریکایی است. او بیشتر به خاطر رمان فانتزی خود به نام ملکه سرخ شناخته می‌شود.

## اوایل زندگی
اویارد در لانگمیدو شرقی ماساچوست یک شهر کوچک در ایالات متحده آمریکا متولد شد.

## کتابشناسی

### سری ملکه قرمز
- ملکه سرخ(۲۰۱۵)
- شمشیر شیشه ای(۲۰۱۶)
- قفس پادشاه(۲۰۱۷)
- طوفان جنگ (۲۰۱۸)

#### رمان کوتاه ملکه قرمز
- آهنگ ملکه (۲۰۱۵)
- زخم‌های فولادی (۲۰۱۶)
- تاج شکسته (۲۰۱۹)

آهنگ ملکه و زخم‌های فولادی پیش‌درآمد و رمان‌های کوتاهی در جهان ملکه سرخ هستند و در یک مجموعه یک جلدی به نام تاج خشونت (۲۰۱۶) که بعدا در سال ۲۰۱۹ این دو رمان کوتاه به همراه نتیجه گیری نهایی در جلدی به نام تاج شکسته جمع‌آوری شده‌اند.